# Crocidura denti
Crocidura denti es una especie de musaraña (mamífero placentario de la familia de los sorícidos).

## Distribución geográfica
Se encuentra en Camerún, República Democrática del Congo, Gabón, Guinea, Sierra Leona, Uganda y posiblemente también en la República del Congo, República Centroafricana y Etiopía.